# Ma Kai

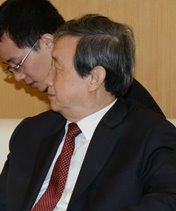
Im Vordergrund Ma Kai 2013 in Xiamen

Ma Kai (chinesisch 馬凱 / 马凯, Pinyin Mǎ Kǎi; * Juni 1946 in Jinshan, Shanghai) wurde 2013 vom  Nationalen Volkskongress zu einem der vier Vizepremiers der Volksrepublik China gewählt. Zuvor im Jahr 2003 war Ma Kai zum Chef der Nationalen Entwicklungs- und Reformkommission avanciert. 2008 wurde er zum Vizeminister ernannt, mit der Aufgabe die Planungsministerien zu überwachen.
Ma Kai ist seit 2002 Mitglied des Zentralkomitees der Kommunistischen Partei Chinas, der er seit 1965 angehört. Seit 2012 gehört er auch dem zentralen Führungszirkel Chinas an, dem Politbüro der Kommunistischen Partei Chinas.
Er ist auch als Lyriker tätig.

## Leben
Ma Kai wurde in Shanghai geboren und studierte Politische Ökonomie an der Chinesischen Volksuniversität in Peking.

## Bezug zu Deutschland
Ma Kai besuchte 2010 während einer Deutschlandreise das Engels-Haus in Wuppertal. Dort ließ er sich von Museumsdirektor Eberhard Illner vier Stunden über den Unternehmer und kommunistischen Philosophen Friedrich Engels vortragen. Bei diesem Besuch sagte er dem Museum eine Statue von Engels zu. 2014 wurde den Stadtvätern eine 3,85 Meter hohe Bronzestatue von Engels vorgestellt. Die von Zeng Chenggang gestaltete Statue wurde am 11. Juni 2014 feierlich enthüllt.